# Время учеников
«Время учеников» — литературный межавторский проект, задуманный редактором Андреем Чертковым в 1991 году; состоит из фантастических рассказов и повестей, написанных различными авторами в развитие тем, идей и сюжетов произведений братьев Стругацких. Три мемориальные антологии проекта были выпущены в 1996, 1998 и 2000 годах издательствами «АСТ» (Москва) и «Terra Fantastica» (Санкт-Петербург) в рамках издававшейся ими совместно книжной серии «Миры братьев Стругацких».
В предисловии к первому выпуску антологии Борис Натанович Стругацкий писал: «Теперь, когда этот сборник лежит передо мною, я нисколько не жалею о своей уступчивости. Эксперимент удался. Миры, выдуманные Стругацкими, получили продолжение, лишний раз этим доказав своё право на независимое от своих авторов существование… Этот сборник возвращает нам ставшие уже привычными миры, только увиденные другими глазами и обогащенные иным воображением».
После нескольких лет паузы, в 2007 году Андрей Чертков возродил этот проект с несколько видоизмененными правилами и под названием «Миры Стругацких: Время учеников, XXI век». Новую книжную серию под этим названием, начиная с марта 2009 года, выпускает издательство «Азбука» (Санкт-Петербург). По состоянию на середину 2009 года выпущено две антологии: «Важнейшее из искусств» и «Возвращение в Арканар».
В 2015 году проект был продолжен антологией «Мир Стругацких. Полдень и полночь», а в 2017 году антологией «Рассвет и полдень».

## Время учеников: Антология
Первая антология серии была выпущена в 1996 году издательствами «АСТ» и «Terra Fantastica» (ISBN 5-7921-0076-4, 5-88196-791-7), впоследствии была переиздана с новой обложкой Анатолия Дубовика и неоднократно допечатывалась. Составитель Андрей Чертков, предисловие написал Борис Стругацкий. Перед каждой повестью дана краткая справка-предисловие автора, с изложением мотива выбора того или иного произведения Стругацких для продолжения.
Аннотация:
Вы хотите снова оказаться в НИИЧАВО? А узнать о дальнейшей судьбе Малыша и новых делах КОМКОНа-2? Александр Привалов и Виктор Банев, Рэд Шухарт и Дмитрий Малянов, Леонид Горбовский и Максим Каммерер — эти и многие другие знаменитые герои братьев Стругацких снова живут и действуют, любят и ненавидят на страницах этой книги.
«Время учеников» — это уникальная антология, которая включает повести и рассказы, написанные ведущими отечественными писателями-фантастами по мотивам и в продолжение произведений братьев Стругацких. Эта книга — дань уважения и любви Учителям — писателям, чье творчество повлияло на судьбы нескольких поколений читателей.

Содержание:
- Борис Стругацкий. «К вопросу о материализации миров» (предисловие)
- Сергей Лукьяненко. «Временная суета» (повесть)
- Ант Скаландис. «Вторая попытка» (повесть)
- Леонид Кудрявцев. «И охотник…» (рассказ)
- Николай Романецкий. «Отягощенные счастьем» (повесть)
- Вячеслав Рыбаков. «Трудно стать Богом» (повесть)
- Андрей Лазарчук. «Все хорошо» (повесть)
- Михаил Успенский. «Змеиное молоко» (повесть)
- Вадим Казаков. «Полет над гнездом лягушки» (эссе)
- Андрей Чертков. «Неназначенные встречи» (от составителя)

## Время учеников — 2
Составитель и автор предисловия Андрей Чертков. Обложка Анатолия Дубовика.

Аннотация:
«Беспрецедентный для отечественной словесности проект…» — так охарактеризовала первую антологию «Время учеников» авторитетная газета «Книжное обозрение». Второй том мемориальной антологии в серии «Миры братьев Стругацких» продолжает уникальный эксперимент с мирами и героями самых знаменитых отечественных фантастов.

Что на самом деле искал на Венере отважный экипаж планетолёта «Хиус»?

Как отреагировали жители городка, пережившие второе нашествие марсиан, когда марсиане вдруг отбыли восвояси?

Что случилось с Александром Приваловым, когда в результате неудачной трансгрессии он оказался в композитной пентаграмме?

Время учеников продолжается…

Содержание:
- Андрей Чертков. «Проверка на разумность» (от составителя)
- Василий Щепетнев. «Позолоченная рыбка» (повесть)
- Сергей Лукьяненко. «Ласковые сны полуночи» (рассказ)
- Николай Ютанов. «Орден Святого Понедельника» (повесть)
- Даниэль Клугер. «Новые времена» (повесть)
- Владимир Васильев. «Богу — Богово…» (повесть)
- Павел Амнуэль. «Лишь разумные свободны» (повесть)
- Александр Етоев. «Изгнание из рая» (рассказ)
- Леонид Филиппов. «День ангела» (повесть)
- Андрей Измайлов. «Слегач» (повесть)
- Эдуард Геворкян. «Вежливый отказ» (эссе)

## Время учеников — 3
Составитель и автор предисловия Андрей Чертков. Обложка Анатолия Дубовика.
Аннотация:
«Беспрецедентный для отечественной словесности проект…» — так охарактеризовала первую антологию «Время учеников» авторитетная газета «Книжное обозрение». Второй том удостоился не менее лестных отзывов. И вот — третья мемориальная антология в серии «Миры братьев Стругацких», завершающая уникальный эксперимент с мирами и героями самых знаменитых отечественных фантастов. Кто на самом деле стоял за мятежом «серых» в Арканаре? Что оставили Странники Ивану Жилину? Был ли у НИИЧАВО филиал в Санкт-Петербурге? На чём стоит Лес?

Содержание:
- Андрей Чертков. «Анизотропное шоссе» (от составителя)
- Андрей Лазарчук. «Сентиментальное путешествие на двухместной машине времени»: Время и герои братьев Стругацких /Худ. Я. Ашмарина
- В. «Воха» Васильев. «Перестарки»: Рассказ по мотивам /Худ. П. Кудряшов
- Александр Щеголев. «Пик Жилина» /Худ. П. Кудряшов
- Николай Романецкий. «Бегство из Одержания» /Худ. И. Куприн
- Елена Первушина. «Черная месса Арканара» /Худ. И. Куприн
- Ц.-Е. Наморкин (Цицерон-Елисей Наморкин). «Суета в безвременье» (Палиндром)
- Александр Хакимов. «Посетитель музея» /Лит. ред. А. Измайлова / Худ. И. Куприн
- Никита Филатов. «Позолоченный шар» /Худ. П. Кудряшов
- Станислав Гимадеев. «Долгая дорога к логу» /Худ. И. Куприн
- Александр Етоев. «Как дружба с недружбою воевали» /Худ. Я. Ашмарина
- Вячеслав Рыбаков. «Возвращения» /Худ. Я. Ашмарина
- «Кто есть кто в Проекте „Время учеников“» /Материал подготовили В. Владимирский и А. Етоев

## «Миры Стругацких: Время учеников, XXI век»

### Важнейшее из искусств
Новая антология А. Черткова (в составлении принимали участие также Н. Романецкий и А. Молчанов) вышла в марте 2009 года в издательском доме «Азбука-классика» (ISBN 978-5-395-00445-1). Тематика сборника связана с кинематографом и экранизациями Стругацких.
Содержание:
- Андрей Чертков. В титрах не значился… (От составителя). Предисловие.
- Сергей Волков. Важнейшее из искусств. Рассказ.
- Тим Скоренко. Тихие игры. Рассказ.
- Дарья Зарубина. Лента Мёбиуса. Повесть.
- Шейла Кадар. А убийца — вон тот дворник… (Из служебной почты КОМКОНа-2). Эссе.
- Николай Романецкий. Жуки в муравейнике. Рассказ.
- Игорь Минаков. Баллада об инозвёздном пришельце. Рассказ.
- Вячеслав Рыбаков. Стажёры как предчувствие. Повесть.
- Инна Кублицкая, Сергей Лифанов. Я помню… Рассказ.
- Владимир Васильев (Василид 2). Дальше в Лес. Повесть.
- Шейла Кадар. Кино: полвека со Стругацкими. (Опыт альтернативно-криптоисторического экскурса). Эссе.
- Участники проекта «Миры Стругацких: Время учеников, XXI век». Справка об авторах.

### Возвращение в Арканар
Антология вышла в мае 2009 года в издательском доме «Азбука-классика» (ISBN 978-5-9985-0017-6). Составители — А. Чертков, Н. Романецкий, А. Молчанов. В состав сборника вошли четыре повести, чьи сюжетные линии или использованные персонажи так или иначе связаны с романом «Трудно быть богом», трилогией о Максиме Каммерере и циклом «Полдень, XXII век» в целом. В проекте дебютировал казанский фантаст Михаил Савеличев.
Содержание:
- Андрей Чертков. Здесь должно было быть предисловие… (От составителя).
- Игорь Минаков. Прекрасный утёнок.
- Михаил Савеличев. Возлюби дальнего (Беспокойство-2). Повесть впервые была опубликована в 2003 году в «Библиотеке фантастики Сталкера».
- Карен Налбандян. Возвращение в Арканар. Повесть впервые была напечатана в 2008 году в малотиражном литературном альманахе «Конец Эпохи».
- Евгений Шкабарня-Богославский. Аллея канадских клёнов.
- Участники проекта «Миры Стругацких: Время учеников, XXI век».

## «Мир Стругацких. Полдень и полночь»
Антология выпущена издательством «Э» в декабре 2015 года, в выходных данных указан 2016 год (ISBN 978-5-699-84824-9). Составители Майк Гелприн, Григорий Панченко, Игорь Минаков. Помимо произведений современных фантастов разных поколений, в сборнике опубликованы тексты победителей литературного конкурса на темы Стругацких, а также несколько архивных произведений Аркадия и Бориса Стругацких.
Содержание:
- Роман Злотников. Вместо предисловия (статья), с. 5—10
- ПОЛДЕНЬ
  - Григорий Панченко. О странствующих и путешествующих — какими вы не будете (статья), с. 13—26
  - Аркадий Стругацкий, Борис Стругацкий. Современная зарубежная научная фантастика (статья), с. 26—45
  - Аркадий Стругацкий, Борис Стругацкий. «Погружение у рифа Октопус» (рассказ), с. 46—62
  - Олег Дивов. Подлинная история канала имени Москвы (рассказ), с. 63—97
  - Сергей Звонарёв. Точка бифуркации (рассказ), с. 97—111
  - Борис Богданов. Пятая безымянная (рассказ), с. 111—118
  - Сергей Ковешников. Пушка для воробьёв (рассказ), с. 118—129
  - Максим Тихомиров. Пастыри (рассказ), с. 130—140
  - Игорь Минаков. Чертова дюжина (повесть), с. 140—232
  - Елена Клещенко. Ещё восемь веков (рассказ), с. 232—245
  - Майк Гелприн. Ковчег-3 (рассказ), с. 245—254
  - Владимир Венгловский. Ни слез, ни пламенных страстей (рассказ), с. 254—265
  - Владимир Марышев. Беспокойная улитка (рассказ), с. 266—274
  - Михаил Савеличев. Грех первородных (рассказ), с. 274—302
- МЕЖДУ ПОЛДНЕМ И ПОЛНОЧЬЮ
  - Игорь Московит. Бдительный комсомолец (рассказ), с. 305—312
  - Григорий Панченко. Горячий щебень (рассказ), с. 313—326
  - Ника Батхан. Солнечный город (рассказ), с. 326—338
  - Агата Бариста. Корхо чихел? (рассказ), с. 338—350
  - Тимур Алиев. Второй уход марсиан (рассказ), с. 350—358
  - Дарья Зарубина. Один (рассказ), с. 358—368
  - Евгений Лукин. Однажды в баре (рассказ), с. 369—377
  - Елена Первушина. Петербургская киберреальность (рассказ), с. 378—395
  - О’Рэйн. Дно совести (рассказ), с. 395—421
  - Майк Гелприн. Моль (рассказ), с. 421—440
- ПОЛНОЧЬ
  - Дмитрий Никитин. Копыто Смерти (рассказ), с. 443—454
  - Сергей Удалин. Перед тем, как захлопнется дверь (рассказ), с. 454—466
  - Евгения Халь, Илья Халь. Сердце спрута (рассказ), с. 467—477
  - Алекс Громов, Ольга Шатохина. Наследие отцов (рассказ), с. 477—507

## Интернет-ресурсы и форумы, посвящённые творчеству братьев Стругацких
В Рунете существуют различные форумы. Большой популярностью пользуется off-line интервью с Борисом Стругацким.

## Рецензии
- Сергей Бережной. Шаги за черту: Рецензия на сборник «Время учеников» // Книжное обозрение, 1996, 2 декабря — С. 16.
- Роман Арбитман. Доказательство от обратного: [Рец. на сборник «Время учеников»] // Книжное обозрение, 1996, 3 декабря — С. 16—17.
- Мария Галина. Как много DOOM: Кто наследуем Стpугацким [О сбоpнике «Вpемя учеников»] // Литературная газета, 1998, 18 февpаля — С. 10.
- Владислав Гончаров. Попытка возвращения, или отягощённые прошлым: [Рец. антологию «Время учеников», 1996] // Уральский следопыт (Екатеринбург), 1998, № 6 — С. 17—19.
- Татьяна Суворова. После того, как отключились башни…: Размышления над сборником «Время учеников» — 1 // Вавилон (Екатеринбург), 1999, № 3 — С. 51—54.
- Алексей Караваев. Наступит время…: [О книгах Стругацких и сборниках «Время учеников»] // Семечки (Липецк), 2000, № 13 — С. 8—9.
- Роман Арбитман. Время учеников: [О проекте (1996—2009), осуществленным Андреем Чертковым в рамках межавторского цикла] // Роман Арбитман. Субъективный словарь фантастики. — М.: Время, 2018 — С. 64—66.